# 大川中央インターチェンジ
大川中央インターチェンジ（おおかわちゅうおうインターチェンジ）は、福岡県大川市にある地域高規格道路有明海沿岸道路（大川バイパス）のインターチェンジ (IC) である。大野島IC方面出入口のみのハーフICである。

## 歴史
- 2021年（令和3年）3月14日 : 大川東IC - 大野島IC間開通に伴い、供用開始[1]。

## 道路
- 有明海沿岸道路（大川バイパス）

## 接続する道路
- 福岡県道768号新田榎津線

## 隣
有明海沿岸道路（大川バイパス）
大川東IC - 大川中央IC - 大野島IC